# David W. Allvin

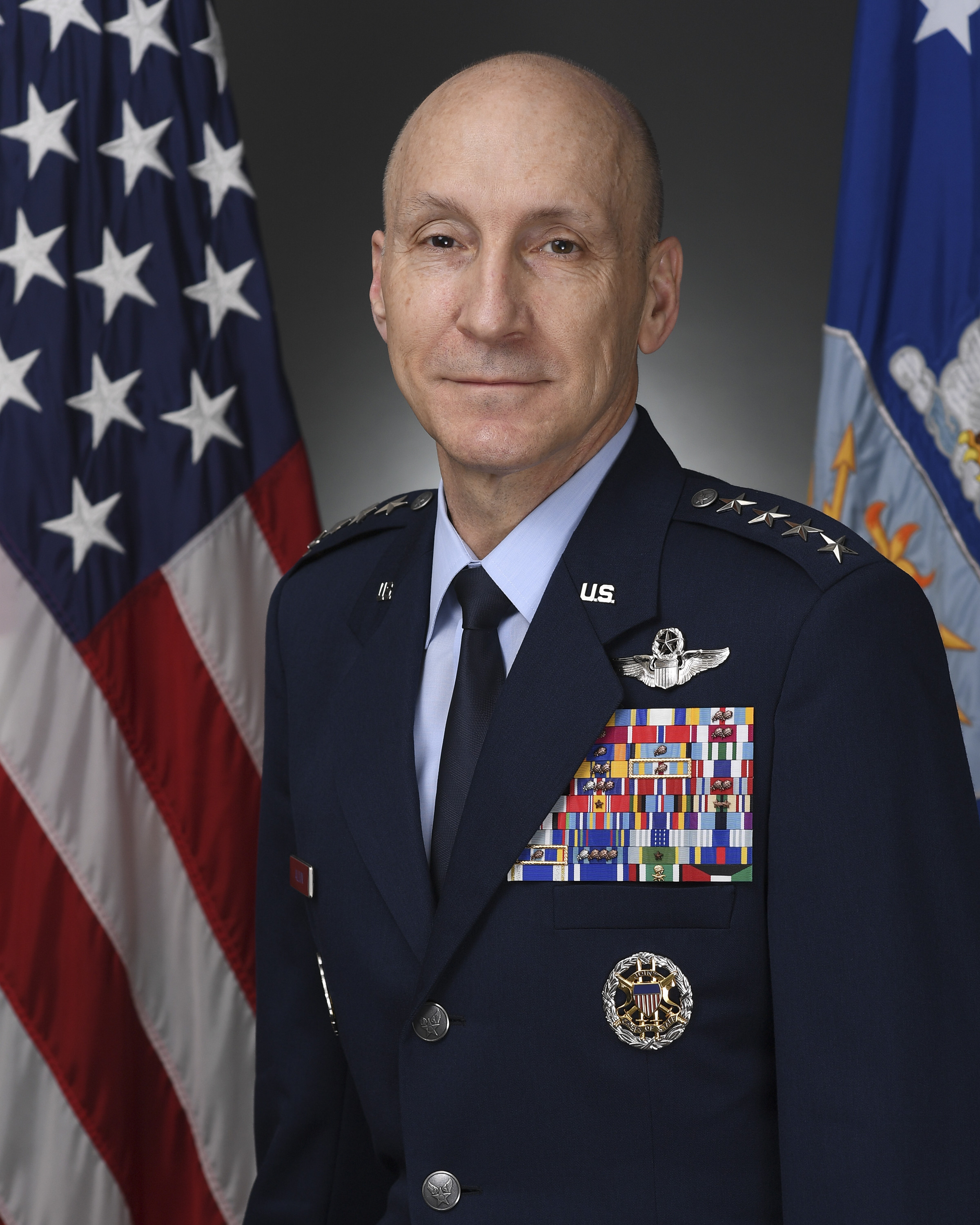
David W. Allvin (2021)

David Wayne Allvin (* 1963) ist ein US-amerikanischer General und seit 2023 Chief of Staff of the Air Force und damit Oberbefehlshaber der amerikanischen Luftstreitkräfte.

## Leben
David W. Allvin trat Mitte der 1980er Jahre in die United States Air Force als Kadett ein und schloss sein Studium in Astronautical Engineering an der United States Air Force Academy in Colorado Springs 1986 als Bachelor of Science ab. Im Anschluss absolvierte er die Pilotenausbildung bis August 1987 auf der Williams Air Force Base nahe Phoenix, Arizona. Es folgte eine Verwendung auf der Ramstein Air Base auf dem Flugzeugtyp Beechcraft C-12 von November 1987 bis August 1990, bei der er zum Schluss als Fluglehrer und Prüfer eingesetzt wurde. Danach wurde er auf der McChord Air Force Base bei Seattle im US-Bundesstaat Washington auf die Lockheed C-141 umgeschult und war dort bis 1993 ebenfalls als Fluglehrer und Prüfer tätig.
Von Juni 1993 bis Juni 1994 nahm Allvin an der Testpilotenausbildung auf der Edwards Air Force Base in Kalifornien teil und war danach Teil der Crews für die Tests der neu einzuführenden Transportflugzeuge Boeing C-17 und die stark modernisierte J-Version der Lockheed C-130. 1997 wechselte er auf das Air Command and Staff College auf der Maxwell Air Force Base in Alabama und die School of Advanced Airpower Studies bis Juni 1999.

Bis April 2001 führte ihn seine erste Stabsverwendung dann in das Hauptquartier des Air Mobility Command auf der Scott Air Force Base in Illinois, welches die weltweiten Einsätze der Transportflugzeuge der US-Luftstreitkräfte koordiniert. Sein erstes eigenes Kommando konnte Allvin bis 2003 als Staffelkapitän der 905th Air Refueling Squadron auf der Grand Forks Air Force Base in North Dakota übernehmen, bevor er erneut an einem Lehrgang teilnahm, diesmal am National War College in Fort Lesley J. McNair, Washington, D.C. Er blieb zunächst in Washington und war von Juni 2004 bis Juni 2005 als Referent im Joint Staff im Pentagon eingesetzt, von Juni 2005 bis April 2006 als persönlicher Referent des Director of the Joint Staff.
Beförderungen
- 28. Mai 1986 Second Lieutenant
- 28. Mai 1988 First Lieutenant
- 28. Mai 1990 Captain
- 1. August 1996 Major
- 1. Mai 2000 Lieutenant Colonel
- 1. Juli 2005 Colonel
- 2. September 2010 Brigadier General
- 26. Juli 2013 Major General
- 31. Januar 2019 Lieutenant General
- 12. November 2020 General

Es schlossen sich zwei Truppenkommandos an, zunächst als stellvertretender Kommandeur des 12th Flying Training Wing in Texas (Randolph Air Force Base) und von August 2007 bis Juli 2009 als Kommandeur des 97th Air Mobility Wing auf der Altus Air Force Base in Oklahoma. Seine nächste Verwendung führte Allvin 2009 bis 2010 nach New York City als Senior Air Force Fellow beim Council on Foreign Relations.

### Dienst als General
Danach folgte ein Auslandseinsatz als Commanding General, NATO Air Training Command und Kommandeur des 438th Air Expeditionary Wing in der afghanischen Hauptstadt Kabul von September 2010 bis August 2011. Im Anschluss wechselte er erneut auf die Scott AFB als stellvertretender Kommandeur und Kommandeur des Tanker Airlift Control Center.
Zwei weitere Verwendungen im Verteidigungsministerium in Virginia folgten, zunächst als Abteilungsleiter für die strategische Planung der USAF (2013–2014), danach als Abteilungsleiter für Strategien und Konzepte im Hauptquartier der USAF, ebenfalls im Pentagon (2014–2015). Von August 2015 bis Juli 2018 war Allvin nochmals in Deutschland stationiert, er übernahm in dieser Zeit die Verantwortung für die Entwicklung der Strategie des United States European Command in Vaihingen bei Stuttgart. Zurück in den USA wechselte er wiederum ins Pentagon, zunächst als Vice Director, Strategy, Plans, and Policy im Joint Staff, von 2019 bis 2020 dann als Director. Während dieser Zeit war er gleichzeitig Angehöriger der US-Delegation beim United Nations Military Staff Committee. Im November 2020 übernahm er sein aktuelles Amt als stellvertretender Chief of Staff of the Air Force.
Allvin sprach sich in einem Interview grundsätzlich für die Lieferung von General Dynamics F-16-Kampfjets an die Ukraine aus, stellte aber fest, dass es dem Land nicht auf kurze, sondern nur auf lange Sicht im Russisch-Ukrainischen Krieg helfen würde.

### Ausstehende Bestätigung des Senats
Am 26. Juli 2023 wurde Allvin als neuer Chief of the Air Force vorgeschlagen, seine Anhörung vor dem Senat der Vereinigten Staaten fand am 12. September 2023 statt. Ernennungen in einen Generalsdienstgrad, auch bei Versetzungen, müssen vom US-Senat bestätigt werden; der republikanische Senator Tommy Tuberville blockiert jedoch seit mehreren Monaten alle neuen Ernennungen als Protest gegen die Entscheidung der US-Streitkräfte, Soldatinnen Abtreibungen unter bestimmten Voraussetzungen zu ermöglichen und sie dabei zu unterstützen. Ohne die Bestätigung hat Allvin weiterhin sein bisheriges Amt als stellvertretender Chief of Staff of the Air Force inne und führt die US-Luftwaffe zusätzlich kommissarisch, seitdem sein bisheriger Chief, Charles Q. Brown Jr., zum Joint Chief of Staff ernannt wurde. Auch Allvins Nachfolger als Deputy Chief of Staff of the Air Force, Lieutenant General Jim Slife, bleibt vorerst Deputy Chief of Staff for Operations. Am 2. November 2023 wurde Allvin wie auch der bisher geschäftsführenden Chief of Naval Operations, Lisa Franchetti, vom Senat bestätigt und übt das Amt nunmehr auch offiziell aus.